# Pavlovsk (oblast de Voronej)
Pour les articles homonymes, voir Pavlovsk.
Pavlovsk (en russe : Павловск) est une ville de l'oblast de Voronej, en Russie, et le centre administratif du raïon de Pavlov. Sa population s'élevait à 24 453 habitants en 2020.

## Géographie
Pavlovsk se trouve sur la rive gauche du Don, à sa confluence avec la rivière Ossered, et à 150 km — 165 km par la route — au sud-ouest de Voronej. 

## Histoire
En 1709, Pierre le Grand transféra les quais à bateaux de Voronej vers un nouveau site et y bâtit une nouvelle forteresse, qui fut successivement appelée Sereda, Ossered et Osseredskaïa. En 1711, une garnison y fut déplacée depuis la forteresse Saint-Paul située sur la mer d'Azov et la forteresse fut renommée Pavlovskaïa — quelquefois appelée Novopavlovskaïa — et la ville alentour Pavlovsk.
À la fin du XVIIIe siècle, Pavlovsk perdit de son importance et commença à décliner.
Au cours de la Seconde Guerre mondiale, la ligne de front passa par la ville de Pavlovsk à partir de juillet 1942. Les forces de la Wehrmacht furent repoussées à l'ouest de la ville par le front de Voronej de l'Armée rouge, en janvier 1943, lors de l'offensive Ostrogojsk-Rossoch.

## Galerie

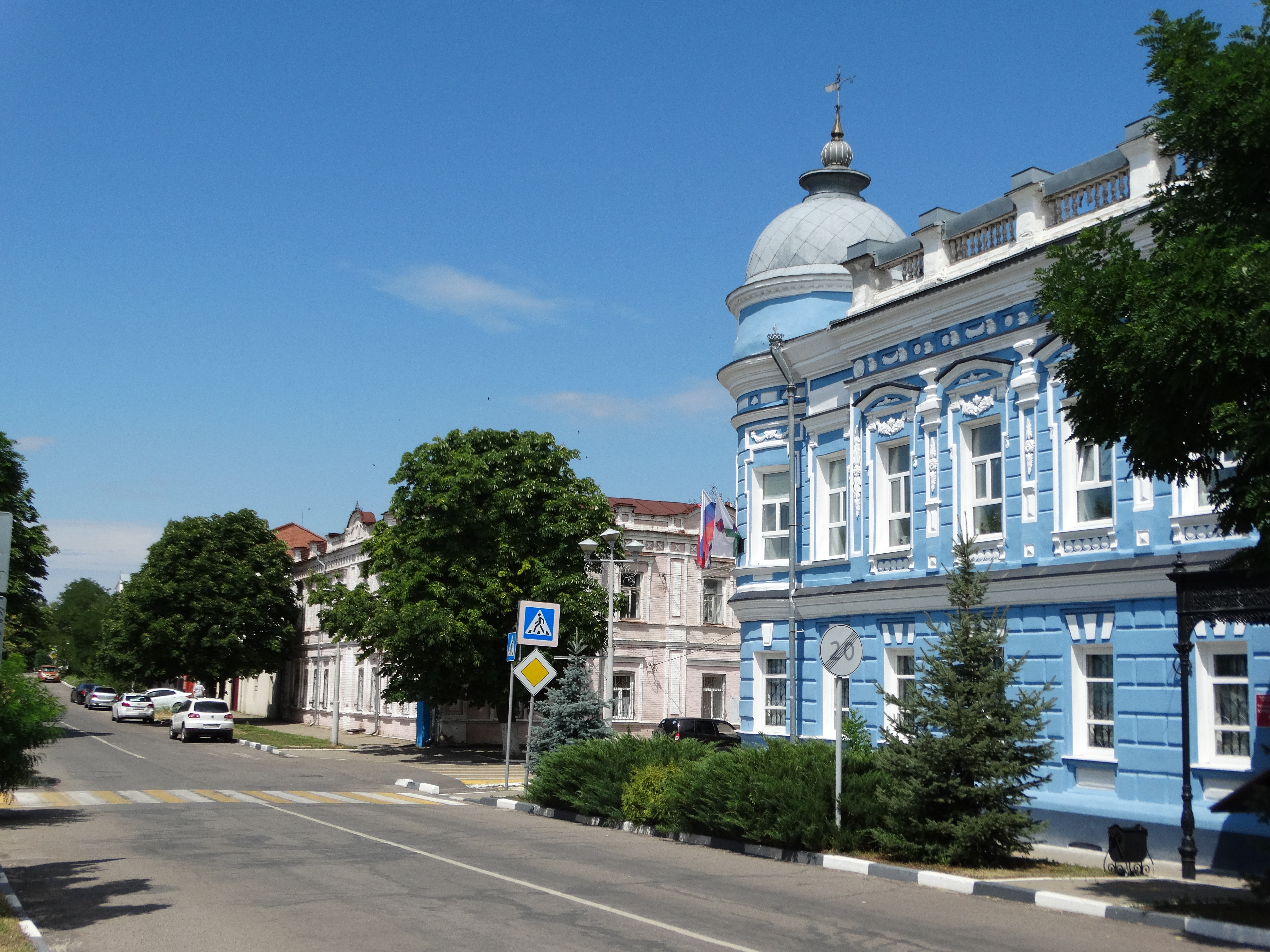
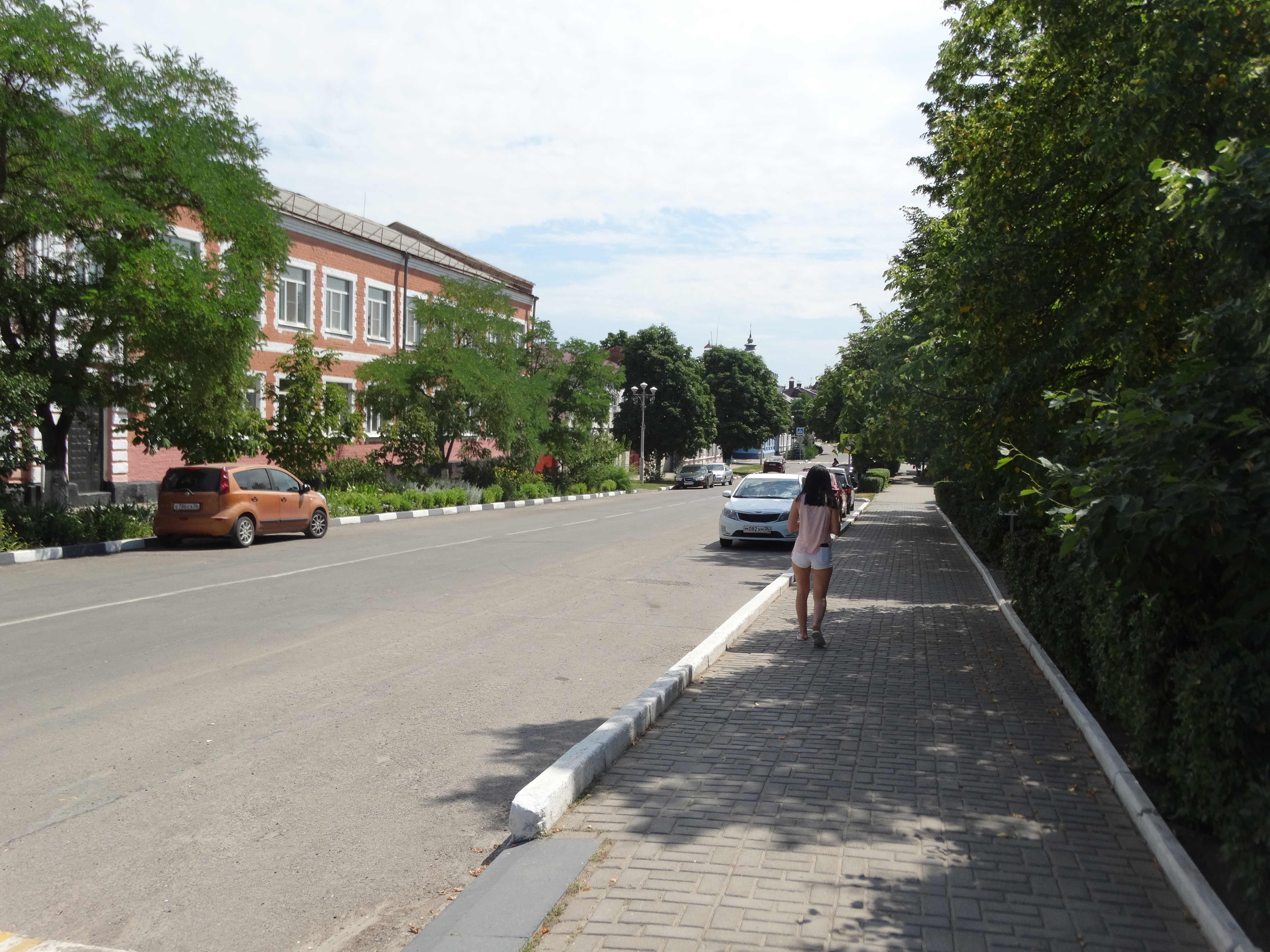
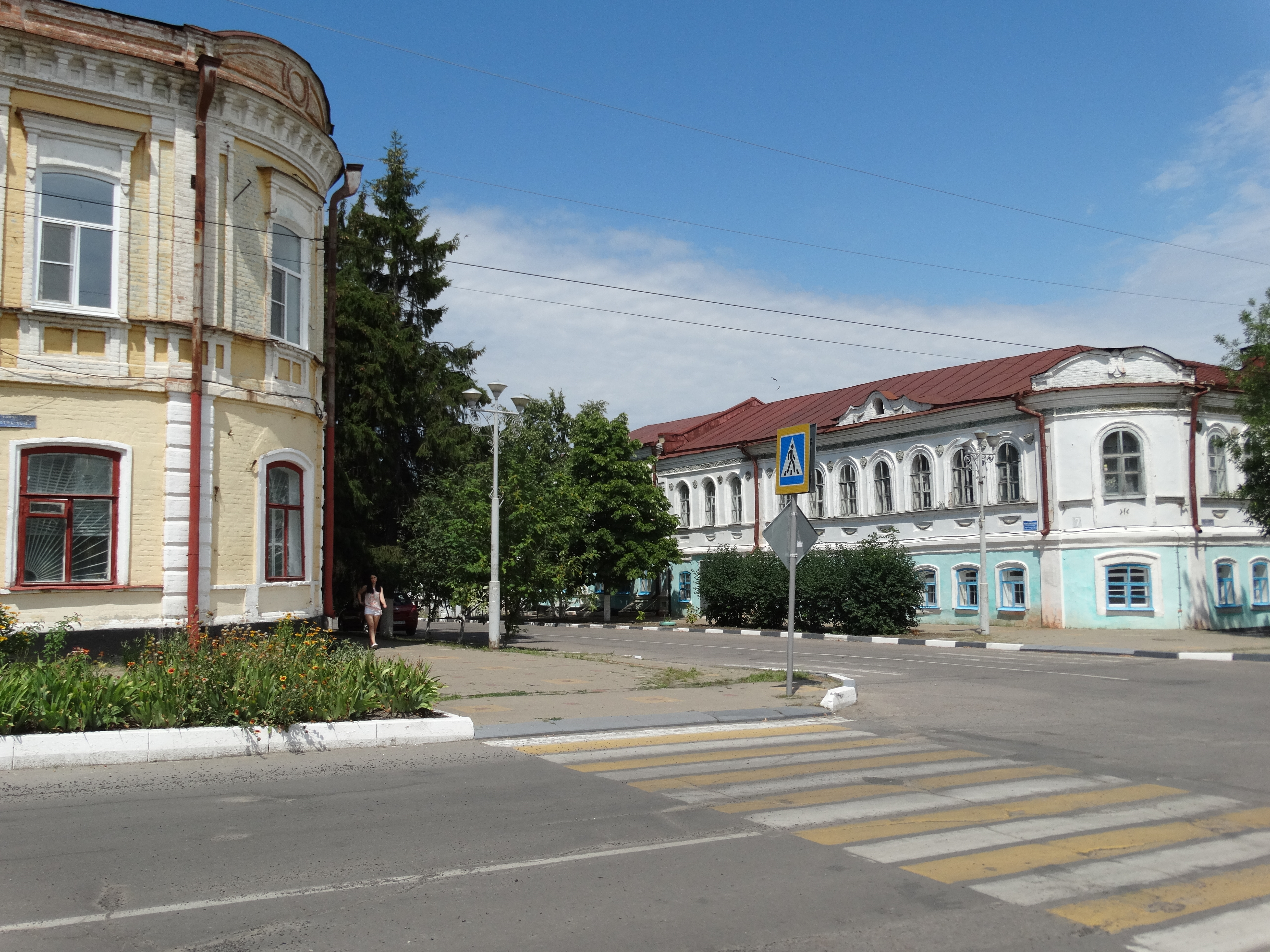
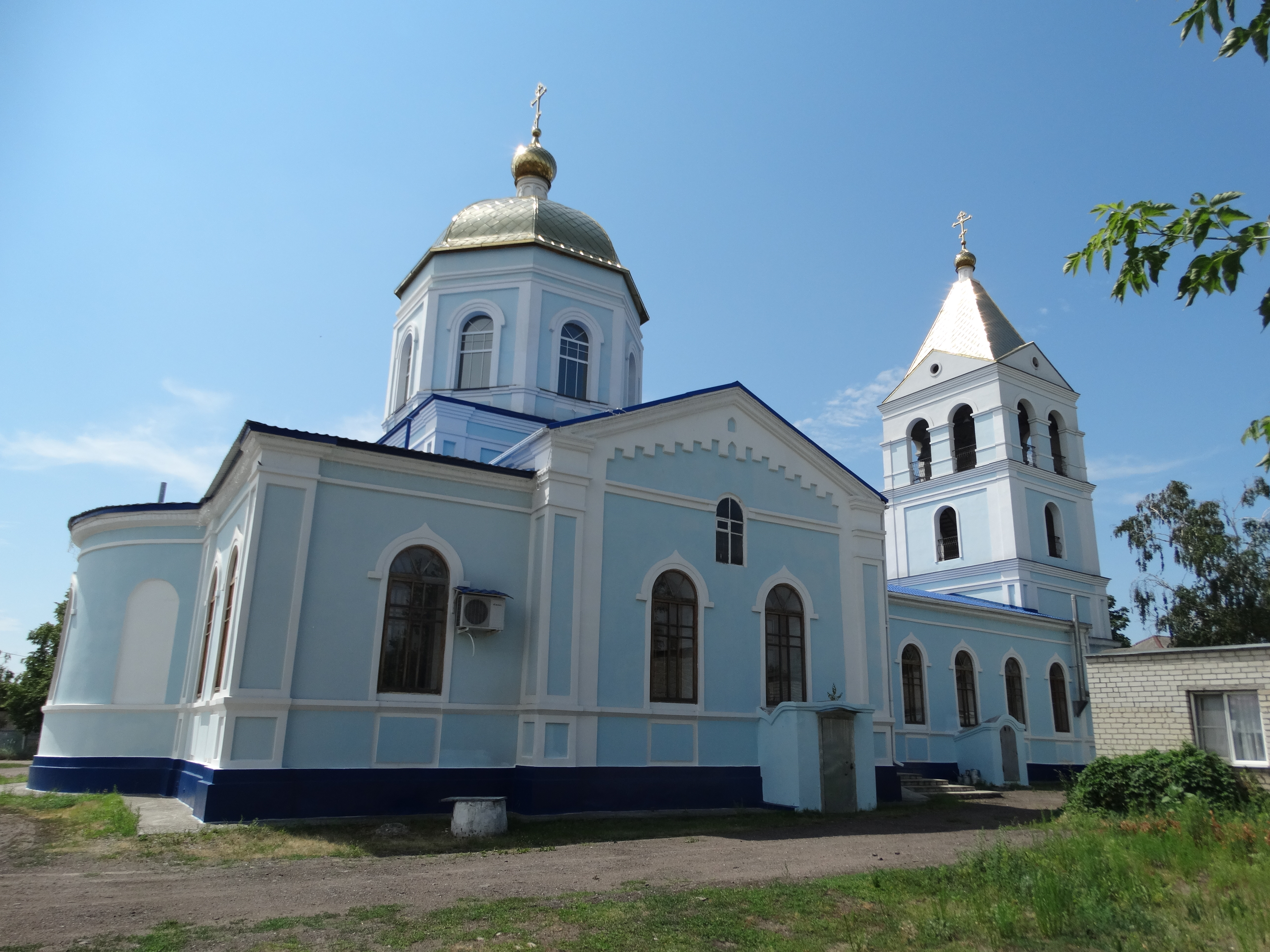
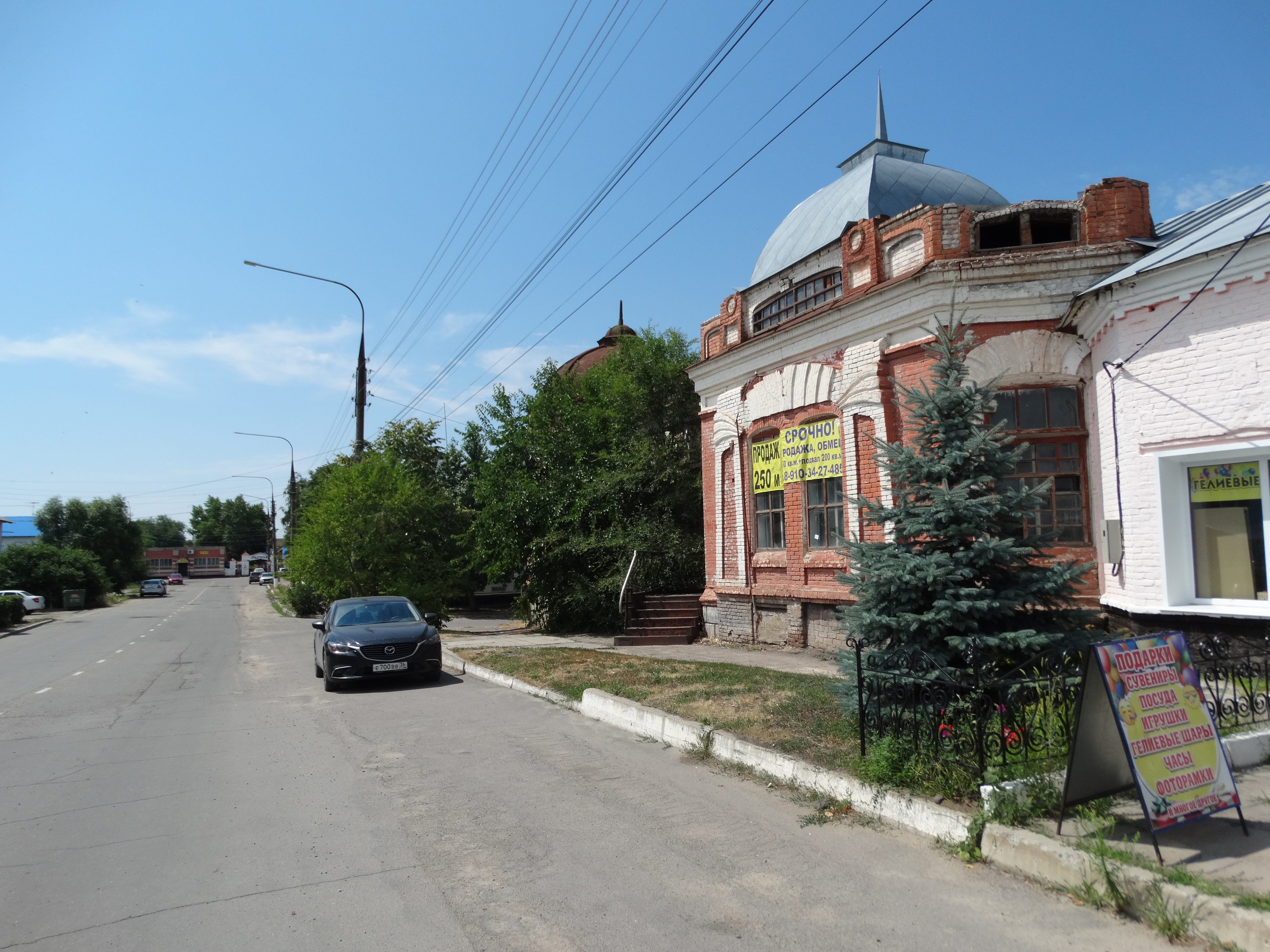
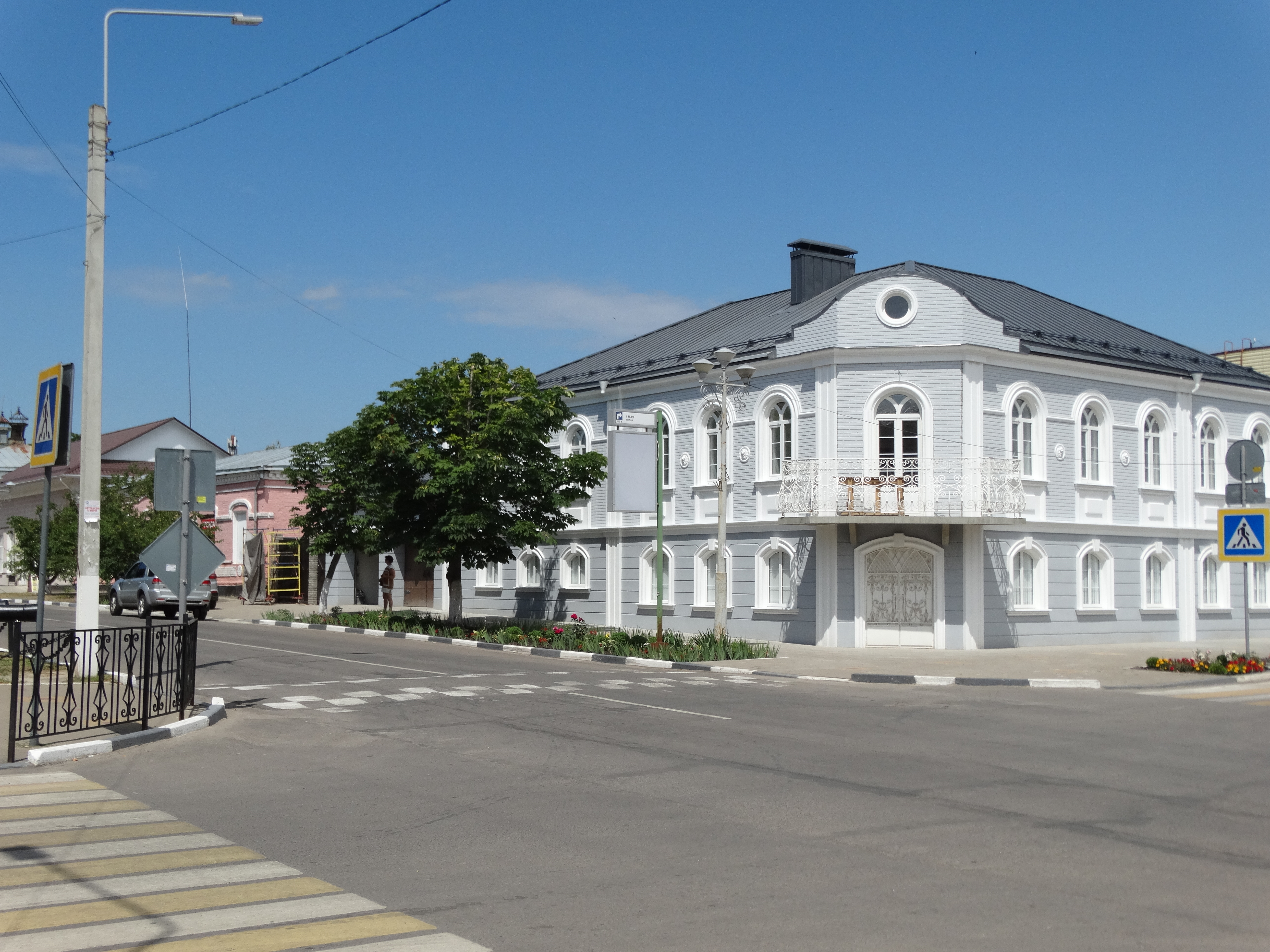

## Population
Recensements ou estimations de la population
| 1856  | 1897* | 1926* | 1939*  | 1959*  | 1970*  |
| ----- | ----- | ----- | ------ | ------ | ------ |
| 4 000 | 7 202 | 6 340 | 11 100 | 12 050 | 14 819 |

| 1979*  | 1989*  | 2002*  | 2010*  | 2013   | 2014   |
| ------ | ------ | ------ | ------ | ------ | ------ |
| 20 963 | 25 905 | 26 365 | 25 126 | 25 123 | 25 148 |

| 2015   | 2016   | 2017   | 2018   | 2019   | 2020   |
| ------ | ------ | ------ | ------ | ------ | ------ |
| 25 081 | 25 188 | 25 047 | 24 858 | 24 542 | 24 453 |